# The Best of OMD
The Best of OMD è un album di raccolta del gruppo di musica elettronica britannico Orchestral Manoeuvres in the Dark, pubblicato nel 1988.

## Tracce

### Lato 1
1. Electricity – 3:30
2. Messages – 4:44
3. Enola Gay – 3:31
4. Souvenir – 3:34
5. Joan of Arc – 3:47
6. Maid of Orleans – 4:09
7. Talking Loud and Clear – 3:53

### Lato 2
1. Tesla Girls – 3:33
2. Locomotion – 3:53
3. So in Love – 3:28
4. Secret – 3:56
5. If You Leave – 4:28
6. (Forever) Live and Die – 3:34
7. Dreaming – 3:54